# IC 1249
IC 1249 — галактика типу E (еліптична галактика) у сузір'ї Геркулес.
Цей об'єкт міститься в оригінальній редакції індексного каталогу.